# Hugo Broos
Hugo Broos (Humbeek, 10 aprile 1952) è un allenatore di calcio, dirigente sportivo ed ex calciatore belga, di ruolo difensore, commissario tecnico della nazionale sudafricana.
Militò nell'Anderlecht e nel Club Bruges, mentre da allenatore ha guidato l'Anderlecht, il Genk e il Trabzonspor.

## Carriera

### Giocatore
Ha iniziato la sua carriera nell'Humbeek. A 18 anni è passato all'Anderlecht, in cui ha giocato per dodici anni. Nel 1983 passa al Bruges con cui ha vinto un ulteriore titolo e coppa belga. Si è ritirato a 36 anni.

### Allenatore
Divenne assistente di Paul Van Himst al Molenbeek prima di passare come primo allenatore la stagione seguente. Nel 1991 è tornato al Bruges come allenatore. Si è unito al Mouscron prima di tornare all'Anderlecht nel 2002. Nel febbraio 2005 è stato esonerato. Ha sostituito un paio di mesi più tardi René Vandereycken al Genk fino a febbraio 2008. Nel giugno 2009 è diventato il tecnico del Trabzonspor, esonerato poi il 23 novembre 2009. A ottobre 2010 firma per lo Zulte-Waregem.
Nell'agosto 2011 si trasferisce all'Al-Jazira Club, negli Emirati Arabi Uniti. Dopo una pausa di un lustro, diventa il CT della nazionale camerunese, che guida nella Coppa d'Africa 2017. Il 5 febbraio 2017 guida il Camerun alla vittoria della Coppa d'Africa, ottenuta sconfiggendo per 2-1 in finale l'Egitto allenato da Héctor Cúper. Il 5 dicembre 2017, in seguito a una serie di risultati negativi (oltre a dei rapporti non ottimali con alcuni giocatori) culminati nell'estate 2017 con la mancata qualificazione al campionato del mondo 2018, è esonerato.
Il 5 maggio 2021 diventa il nuovo allenatore del Sudafrica.

## Statistiche

### Statistiche da allenatore

#### Club
In grassetto le competizioni vinte.
| Stagione             | Squadra              | Campionato           | Campionato | Campionato | Campionato | Campionato | Coppe nazionali | Coppe nazionali | Coppe nazionali | Coppe nazionali | Coppe nazionali | Coppe continentali | Coppe continentali | Coppe continentali | Coppe continentali | Coppe continentali | Altre coppe | Altre coppe | Altre coppe | Altre coppe | Altre coppe | Totale | Totale | Totale | Totale | % Vittorie | Piazzamento      |
| Stagione             | Squadra              | Comp                 | G          | V          | N          | P          | Comp            | G               | V               | N               | P               | Comp               | G                  | V                  | N                  | P                  | Comp        | G           | V           | N           | P           | G      | V      | N      | P      | %          | Piazzamento      |
| -------------------- | -------------------- | -------------------- | ---------- | ---------- | ---------- | ---------- | --------------- | --------------- | --------------- | --------------- | --------------- | ------------------ | ------------------ | ------------------ | ------------------ | ------------------ | ----------- | ----------- | ----------- | ----------- | ----------- | ------ | ------ | ------ | ------ | ---------- | ---------------- |
| 1988-1989            | RWD Molenbeek        | D1                   | 34         | 10         | 5          | 19         | CB              | 2               | 1               | 1               | 0               | -                  | -                  | -                  | -                  | -                  | -           | -           | -           | -           | -           | 36     | 11     | 6      | 19     | 30,56      | 17º (retr.)      |
| 1989-1990            | RWD Molenbeek        | D2                   | 30         | 18         | 2          | 10         | CB              | 1               | 0               | 0               | 1               | -                  | -                  | -                  | -                  | -                  | -           | -           | -           | -           | -           | 31     | 18     | 2      | 11     | 58,06      | 1º (prom.)       |
| 1990-1991            | RWD Molenbeek        | D1                   | 34         | 10         | 8          | 16         | CB              | 1               | 0               | 1               | 0               | -                  | -                  | -                  | -                  | -                  | -           | -           | -           | -           | -           | 35     | 10     | 9      | 16     | 28,57      | 12º              |
| Totale RWD Molenbeek | Totale RWD Molenbeek | Totale RWD Molenbeek | 98         | 38         | 15         | 45         |                 | 4               | 1               | 2               | 1               |                    | -                  | -                  | -                  | -                  |             | -           | -           | -           | -           | 102    | 39     | 17     | 46     | 38,24      |                  |
| 1991-1992            | Club Bruges          | D1                   | 34         | 21         | 11         | 2          | CB              | 3               | 2               | 0               | 1               | CdC                | 8                  | 6                  | 0                  | 2                  | SB          | 1           | 0           | 1           | 0           | 46     | 29     | 12     | 5      | 63,04      | 1º               |
| 1992-1993            | Club Bruges          | D1                   | 34         | 16         | 8          | 10         | CB              | 2               | 1               | 0               | 1               | UCL                | 10                 | 5                  | 1                  | 4                  | SB          | 1           | 0           | 1           | 0           | 47     | 22     | 10     | 15     | 46,81      | 6º               |
| 1993-1994            | Club Bruges          | D1                   | 34         | 20         | 13         | 1          | CB              | 6               | 5               | 0               | 1               | -                  | -                  | -                  | -                  | -                  | -           | -           | -           | -           | -           | 40     | 25     | 13     | 2      | 62,50      | 2º               |
| 1994-1995            | Club Bruges          | D1                   | 34         | 21         | 7          | 6          | CB              | 6               | 5               | 1               | 0               | CdC                | 6                  | 4                  | 1                  | 1                  | SB          | 1           | 1           | 0           | 0           | 47     | 31     | 9      | 7      | 65,96      | 3º               |
| 1995-1996            | Club Bruges          | D1                   | 34         | 25         | 6          | 3          | CB              | 6               | 6               | 0               | 0               | CdC                | 4                  | 1                  | 1                  | 2                  | SB          | 1           | 0           | 0           | 1           | 45     | 32     | 7      | 6      | 71,11      | 1º               |
| 1996-1997            | Club Bruges          | D1                   | 34         | 22         | 5          | 7          | CB              | 1               | 0               | 0               | 1               | UCL+CU             | 2+6                | 0+3                | 1+2                | 1+1                | SB          | 1           | 1           | 0           | 0           | 44     | 26     | 8      | 10     | 59,09      | 2º               |
| Totale Club Bruges   | Totale Club Bruges   | Totale Club Bruges   | 204        | 125        | 50         | 29         |                 | 24              | 19              | 1               | 4               |                    | 36                 | 19                 | 6                  | 11                 |             | 5           | 2           | 2           | 1           | 269    | 165    | 59     | 45     | 61,34      |                  |
| 1997-1998            | R.E. Mouscron        | D1                   | 34         | 11         | 8          | 15         | CB+CdL          | 5+1             | 3+0             | 1+0             | 1+1             | CU                 | 4                  | 1                  | 1                  | 2                  | -           | -           | -           | -           | -           | 44     | 15     | 10     | 19     | 34,09      | 10º              |
| 1998-1999            | R.E. Mouscron        | D1                   | 34         | 19         | 9          | 6          | CB+CdL          | 2+1             | 1+0             | 0+0             | 1+1             | -                  | -                  | -                  | -                  | -                  | -           | -           | -           | -           | -           | 37     | 20     | 9      | 8      | 54,05      | 4º               |
| 1999-2000            | R.E. Mouscron        | D1                   | 34         | 16         | 9          | 9          | CB+CdL          | 2+5             | 0+3             | 2+2             | 0+0             | -                  | -                  | -                  | -                  | -                  | -           | -           | -           | -           | -           | 41     | 19     | 13     | 9      | 46,34      | 4º               |
| 2000-2001            | R.E. Mouscron        | D1                   | 34         | 15         | 8          | 11         | CB              | 1               | 0               | 0               | 1               | -                  | -                  | -                  | -                  | -                  | -           | -           | -           | -           | -           | 35     | 15     | 8      | 12     | 42,86      | 7º               |
| 2001-2002            | R.E. Mouscron        | D1                   | 34         | 17         | 5          | 12         | CB              | 6               | 4               | 1               | 1               | -                  | -                  | -                  | -                  | -                  | -           | -           | -           | -           | -           | 40     | 21     | 6      | 13     | 52,50      | 6º               |
| Totale R.E. Mouscron | Totale R.E. Mouscron | Totale R.E. Mouscron | 170        | 78         | 39         | 53         |                 | 23              | 11              | 6               | 6               |                    | 4                  | 1                  | 1                  | 2                  |             | -           | -           | -           | -           | 197    | 90     | 46     | 61     | 45,69      |                  |
| 2002-2003            | Anderlecht           | D1                   | 32         | 23         | 2          | 7          | CB              | 4               | 3               | 0               | 1               | CU                 | 8                  | 5                  | 1                  | 2                  | -           | -           | -           | -           | -           | 44     | 31     | 3      | 10     | 70,45      | 2º               |
| 2003-2004            | Anderlecht           | D1                   | 34         | 25         | 6          | 3          | CB              | 6               | 3               | 3               | 0               | UCL                | 10                 | 5                  | 2                  | 3                  | -           | -           | -           | -           | -           | 50     | 33     | 11     | 6      | 66,00      | 1º               |
| 2004-feb. 2005       | Anderlecht           | D1                   | 20         | 14         | 3          | 3          | CB              | 2               | 1               | 0               | 1               | UCL                | 8                  | 1                  | 0                  | 7                  | SB          | 1           | 0           | 0           | 1           | 31     | 16     | 3      | 12     | 51,61      | Eson.            |
| Totale Anderlecht    | Totale Anderlecht    | Totale Anderlecht    | 86         | 62         | 11         | 13         |                 | 12              | 7               | 3               | 2               |                    | 26                 | 11                 | 3                  | 12                 |             | 1           | 0           | 0           | 1           | 125    | 80     | 17     | 28     | 64,00      |                  |
| 2005-2006            | Genk                 | D1                   | 34         | 16         | 9          | 9          | CB              | 2               | 1               | 0               | 1               | CU                 | 4                  | 2                  | 1                  | 1                  | -           | -           | -           | -           | -           | 40     | 19     | 10     | 11     | 47,50      | 5º               |
| 2006-2007            | Genk                 | D1                   | 34         | 22         | 6          | 6          | CB              | 4               | 2               | 0               | 2               | -                  | -                  | -                  | -                  | -                  | -           | -           | -           | -           | -           | 38     | 24     | 6      | 8      | 63,16      | 2º               |
| 2007-feb. 2008       | Genk                 | D1                   | 23         | 8          | 7          | 8          | CB              | 2               | 1               | 0               | 1               | UCL                | 2                  | 1                  | 0                  | 1                  | -           | -           | -           | -           | -           | 27     | 10     | 7      | 10     | 37,04      | Eson.            |
| Totale Genk          | Totale Genk          | Totale Genk          | 91         | 46         | 22         | 23         |                 | 8               | 4               | 0               | 4               |                    | 6                  | 3                  | 1                  | 2                  |             | -           | -           | -           | -           | 105    | 53     | 23     | 29     | 50,48      |                  |
| dic. 2008-2009       | Panserraïkos         | SLE                  | 16         | 3          | 6          | 7          | KE              | 5               | 2               | 2               | 1               | -                  | -                  | -                  | -                  | -                  | -           | -           | -           | -           | -           | 21     | 5      | 8      | 8      | 23,81      | Sub. 15º (retr.) |
| ago.-nov. 2009       | Trabzonspor          | SL                   | 13         | 5          | 3          | 5          | TK              | -               | -               | -               | -               | UEL                | 2                  | 1                  | 0                  | 1                  | -           | -           | -           | -           | -           | 15     | 6      | 3      | 6      | 40,00      | Eson.            |
| ott. 2010-2011       | Zulte Waregem        | PL                   | 18+6       | 5+3        | 6+1        | 7+2        | CB              | 1               | 0               | 0               | 1               | -                  | -                  | -                  | -                  | -                  | -           | -           | -           | -           | -           | 25     | 8      | 7      | 10     | 32,00      | Sub. 11°         |
| lug.-set. 2014       | JS Kabylie           | L1                   | 5          | 3          | 1          | 1          | CA              | -               | -               | -               | -               | -                  | -                  | -                  | -                  | -                  | -           | -           | -           | -           |             | 5      | 3      | 1      | 1      | 60,00      | Dimis.           |
| nov. 2014-2015       | NA Hussein Dey       | L1                   | 10         | 3          | 3          | 4          | CA              | 2               | 2               | 0               | 0               | -                  | -                  | -                  | -                  | -                  | -           | -           | -           | -           |             | 12     | 5      | 3      | 4      | 41,67      | Sub.. eson.      |
| mar.-apr. 2019       | Ostenda              | PL                   | 2+6        | 0+2        | 0+2        | 2+2        | CB              | -               | -               | -               | -               | -                  | -                  | -                  | -                  | -                  | -           | -           | -           | -           | -           | 8      | 2      | 2      | 4      | 25,00      | Interim.         |
| Totale carriera      | Totale carriera      | Totale carriera      | 725        | 373        | 159        | 193        |                 | 79              | 46              | 14              | 19              |                    | 74                 | 35                 | 11                 | 28                 |             | 6           | 2           | 2           | 2           | 884    | 456    | 186    | 242    | 51,58      |                  |

#### Nazionale
Statistiche aggiornate al 12 febbraio 2024.
| Squadra   | Naz                  | dal              | al              | Record | Record | Record | Record     | Record | Record | Record | Record |
| G         | V                    | N                | P               | GF     | GS     | DR     | % Vittorie |        |        |        |        |
| --------- | -------------------- | ---------------- | --------------- | ------ | ------ | ------ | ---------- | ------ | ------ | ------ | ------ |
| Camerun   | Camerun (bandiera)   | 13 febbraio 2016 | 4 dicembre 2017 | 27     | 11     | 10     | 6          | 36     | 35     | +1     | 40,74  |
| Sudafrica | Sudafrica (bandiera) | 5 maggio 2021    | in carica       | 31     | 14     | 12     | 5          | 35     | 24     | +11    | 45,16  |
| Totale    | Totale               | Totale           | Totale          | 58     | 25     | 22     | 11         | 71     | 59     | +12    | 43,10  |

#### Nazionale camerunense nel dettaglio
| 2016             | Camerun        | Qual. Coppa d'Africa 2017         | Sub. , 1° nel gruppo M, qualificato | 4  | 2  | 2  | 0 | 50,00   | 5  | 2  | +3 |
| ott.-nov. 2016   | Camerun        | Qual. Mondiale 2018               | 3° nel gruppo B                     | 2  | 0  | 2  | 0 | &0,00   | 2  | 2  | +0 |
| 2017             | Camerun        | Qual. Mondiale 2018               | 3° nel gruppo B                     | 4  | 1  | 2  | 1 | 25,00   | 5  | 7  | -2 |
| gen.-feb. 2017   | Camerun        | Coppa delle nazioni africane 2017 | Vincitore                           | 6  | 3  | 3  | 0 | 50,00   | 7  | 3  | +4 |
| giu. 2017        | Camerun        | Qual. Coppa d'Africa 2019         | Esonerato durante la fase           | 1  | 1  | 0  | 0 | 100,00& | 1  | 0  | +1 |
| giu. 2017        | Camerun        | Conf.Cup 2017                     | 4° nel gruppo B                     | 3  | 0  | 1  | 2 | &0,00   | 2  | 6  | -4 |
| Dal 2016 al 2017 | Camerun        | Amichevoli                        |                                     | 7  | 3  | 1  | 3 | 42,86   | 9  | 11 | -2 |
| Totale Camerun   | Totale Camerun | Totale Camerun                    | Totale Camerun                      | 27 | 11 | 10 | 6 | 40,74   | 36 | 35 | +1 |

#### Panchine da commissario tecnico della nazionale camerunense
| Cronologia completa delle presenze e delle reti in nazionale ― Camerun | Cronologia completa delle presenze e delle reti in nazionale ― Camerun | Cronologia completa delle presenze e delle reti in nazionale ― Camerun | Cronologia completa delle presenze e delle reti in nazionale ― Camerun | Cronologia completa delle presenze e delle reti in nazionale ― Camerun | Cronologia completa delle presenze e delle reti in nazionale ― Camerun | Cronologia completa delle presenze e delle reti in nazionale ― Camerun | Cronologia completa delle presenze e delle reti in nazionale ― Camerun |
| Data                                                                   | Città                                                                  | In casa                                                                | Risultato                                                              | Ospiti                                                                 | Competizione                                                           | Reti                                                                   | Note                                                                   |
| ---------------------------------------------------------------------- | ---------------------------------------------------------------------- | ---------------------------------------------------------------------- | ---------------------------------------------------------------------- | ---------------------------------------------------------------------- | ---------------------------------------------------------------------- | ---------------------------------------------------------------------- | ---------------------------------------------------------------------- |
| 26-3-2016                                                              | Yaoundé                                                                | Camerun                                                                | 2 – 2                                                                  | Sudafrica                                                              | Qual. Coppa d'Africa 2017                                              | Sébastien Siani Nicolas N'Koulou                                       | Cap: S.Mbia                                                            |
| 29-3-2016                                                              | Durban                                                                 | Sudafrica                                                              | 0 – 0                                                                  | Camerun                                                                | Qual. Coppa d'Africa 2017                                              | -                                                                      | Cap: V.Aboubakar                                                       |
| 30-5-2016                                                              | Nantes                                                                 | Francia                                                                | 3 – 2                                                                  | Camerun                                                                | Amichevole                                                             | Vincent Aboubakar Eric Maxim Choupo-Moting                             | Cap: V.Aboubakar                                                       |
| 3-6-2016                                                               | Nouakchott                                                             | Mauritania                                                             | 0 – 1                                                                  | Camerun                                                                | Qual. Coppa d'Africa 2017                                              | Edgar Salli                                                            | Cap: V.Aboubakar                                                       |
| 3-9-2016                                                               | Yaoundé                                                                | Camerun                                                                | 2 – 0                                                                  | Gambia                                                                 | Qual. Coppa d'Africa 2017                                              | Benjamin Moukandjo (rig.) Karl Toko Ekambi                             | Cap: B.Moukandjo                                                       |
| 6-9-2016                                                               | Sarre-Union                                                            | Camerun                                                                | 2 – 1                                                                  | Gabon                                                                  | Amichevole                                                             | Anatole Abang Edgar Salli                                              | Cap: B.Moukandjo                                                       |
| 9-10-2016                                                              | Blida                                                                  | Algeria                                                                | 1 – 1                                                                  | Camerun                                                                | Qual. Mondiali 2018                                                    | Benjamin Moukandjo                                                     | Cap: B.Moukandjo                                                       |
| 12-11-2016                                                             | Yaoundé                                                                | Camerun                                                                | 1 – 1                                                                  | Zambia                                                                 | Qual. Mondiali 2018                                                    | Vincent Aboubakar                                                      | Cap: B.Moukandjo                                                       |
| 5-1-2017                                                               | Yaoundé                                                                | Camerun                                                                | 2 – 0                                                                  | RD del Congo                                                           | Amichevole                                                             | Ambroise Oyongo Christian Bassogog                                     | Cap: V.Aboubakar                                                       |
| 10-1-2017                                                              | Yaoundé                                                                | Camerun                                                                | 1 – 1                                                                  | Zimbabwe                                                               | Amichevole                                                             | Benjamin Moukandjo (rig.)                                              | Cap: B.Moukandjo                                                       |
| 14-1-2017                                                              | Libreville                                                             | Burkina Faso                                                           | 1 – 1                                                                  | Camerun                                                                | Coppa d'Africa 2017 - 1º turno                                         | Benjamin Moukandjo                                                     | Cap: B.Moukandjo                                                       |
| 18-1-2017                                                              | Libreville                                                             | Camerun                                                                | 2 – 1                                                                  | Guinea-Bissau                                                          | Coppa d'Africa 2017 - 1º turno                                         | Sébastien Siani Michael Ngadeu-Ngadjui                                 | Cap: B.Moukandjo                                                       |
| 22-1-2017                                                              | Libreville                                                             | Camerun                                                                | 0 – 0                                                                  | Gabon                                                                  | Coppa d'Africa 2017 - 1º turno                                         | -                                                                      | Cap: B.Moukandjo                                                       |
| 28-1-2017                                                              | Libreville                                                             | Senegal                                                                | 0 – 0 dts (4 - 5 dtr)                                                  | Camerun                                                                | Coppa d'Africa 2017 - Quarti di Finale                                 | -                                                                      | Cap: B.Moukandjo                                                       |
| 2-2-2017                                                               | Franceville                                                            | Camerun                                                                | 2 – 0                                                                  | Ghana                                                                  | Coppa d'Africa 2017 - Semifinale                                       | Michael Ngadeu-Ngadjui Christian Bassogog                              | Cap: B.Moukandjo                                                       |
| 5-2-2017                                                               | Libreville                                                             | Egitto                                                                 | 1 – 2                                                                  | Camerun                                                                | Coppa d'Africa 2017 - Finale                                           | Nicolas N'Koulou Vincent Aboubakar                                     | Cap: B.Moukandjo 5º titolo africano                                    |
| 24-3-2017                                                              | Radès                                                                  | Tunisia                                                                | 0 – 1                                                                  | Camerun                                                                | Amichevole                                                             | Vincent Aboubakar                                                      | Cap: B.Moukandjo                                                       |
| 28-3-2017                                                              | Bruxelles                                                              | Camerun                                                                | 1 – 2                                                                  | Guinea                                                                 | Amichevole                                                             | Karl Toko Ekambi                                                       |                                                                        |
| 10-6-2017                                                              | Yaoundé                                                                | Camerun                                                                | 1 – 0                                                                  | Marocco                                                                | Qual. Coppa d'Africa 2019                                              | Vincent Aboubakar                                                      | Cap: B.Moukandjo                                                       |
| 13-6-2017                                                              | Getafe                                                                 | Camerun                                                                | 0 – 4                                                                  | Colombia                                                               | Amichevole                                                             | -                                                                      | Cap: B.Moukandjo                                                       |
| 18-6-2017                                                              | Mosca                                                                  | Camerun                                                                | 0 – 2                                                                  | Cile                                                                   | Conf. Cup 2017 - 1º turno                                              | -                                                                      | Cap: B.Moukandjo                                                       |
| 22-6-2017                                                              | San Pietroburgo                                                        | Camerun                                                                | 1 – 1                                                                  | Australia                                                              | Conf. Cup 2017 - 1º turno                                              | André Zambo Anguissa                                                   | Cap: B.Moukandjo                                                       |
| 25-6-2017                                                              | Soči                                                                   | Germania                                                               | 3 – 1                                                                  | Camerun                                                                | Conf. Cup 2017 - 1º turno                                              | Vincent Aboubakar                                                      | Cap: B.Moukandjo                                                       |
| 1-9-2017                                                               | Uyo                                                                    | Nigeria                                                                | 4 – 0                                                                  | Camerun                                                                | Qual. Mondiali 2018                                                    | -                                                                      | Cap: B.Moukandjo                                                       |
| 4-9-2017                                                               | Yaoundé                                                                | Camerun                                                                | 1 – 1                                                                  | Nigeria                                                                | Qual. Mondiali 2018                                                    | Vincent Aboubakar (rig.)                                               | Cap: B.Moukandjo                                                       |
| 7-10-2017                                                              | Yaoundé                                                                | Camerun                                                                | 2 – 0                                                                  | Algeria                                                                | Qual. Mondiali 2018                                                    | Clinton N'Jie Frantz Pangop                                            | Cap: V.Aboubakar                                                       |
| 11-11-2017                                                             | Ndola                                                                  | Zambia                                                                 | 2 – 2                                                                  | Camerun                                                                | Qual. Mondiali 2018                                                    | André Zambo Anguissa Yaya Banana                                       | Cap: V.Aboubakar                                                       |
| Totale                                                                 |                                                                        | Presenze                                                               | 27                                                                     |                                                                        | Reti                                                                   | 36                                                                     |                                                                        |

#### Nazionale sudafricana nel dettaglio
| 2021             | Sudafrica        | Qual. Mondiale 2022       | 2° nel gruppo G                    | 6  | 4  | 1  | 1 | 66,67 | 6  | 2  | +4  |
| giu. 2022        | Sudafrica        | Qual. Coppa d'Africa 2023 | Sub., 2° nel gruppo K, qualificato | 1  | 0  | 0  | 1 | &0,00 | 1  | 2  | -1  |
| 2023             | Sudafrica        | Qual. Coppa d'Africa 2023 | Sub., 2° nel gruppo K, qualificato | 3  | 2  | 1  | 0 | 66,67 | 6  | 4  | +2  |
| nov. 2023        | Sudafrica        | Qual.Mondiali 2026        | nel gruppo C                       | 2  | 1  | 0  | 1 | 50,00 | 2  | 3  | -1  |
| gen.-feb. 2024   | Sudafrica        | Coppa d'Africa 2023       | 3°                                 | 7  | 2  | 4  | 1 | 28,57 | 7  | 3  | +4  |
| Dal 2021         | Sudafrica        | Amichevoli                |                                    | 12 | 5  | 6  | 1 | 41,67 | 13 | 10 | +3  |
| Totale Sudafrica | Totale Sudafrica | Totale Sudafrica          | Totale Sudafrica                   | 31 | 14 | 12 | 5 | 45,16 | 35 | 24 | +11 |

#### Panchine da commissario tecnico della nazionale sudafricana
| Cronologia completa delle presenze e delle reti in nazionale ― Sudafrica | Cronologia completa delle presenze e delle reti in nazionale ― Sudafrica | Cronologia completa delle presenze e delle reti in nazionale ― Sudafrica | Cronologia completa delle presenze e delle reti in nazionale ― Sudafrica | Cronologia completa delle presenze e delle reti in nazionale ― Sudafrica | Cronologia completa delle presenze e delle reti in nazionale ― Sudafrica | Cronologia completa delle presenze e delle reti in nazionale ― Sudafrica | Cronologia completa delle presenze e delle reti in nazionale ― Sudafrica |
| Data                                                                     | Città                                                                    | In casa                                                                  | Risultato                                                                | Ospiti                                                                   | Competizione                                                             | Reti                                                                     | Note                                                                     |
| ------------------------------------------------------------------------ | ------------------------------------------------------------------------ | ------------------------------------------------------------------------ | ------------------------------------------------------------------------ | ------------------------------------------------------------------------ | ------------------------------------------------------------------------ | ------------------------------------------------------------------------ | ------------------------------------------------------------------------ |
| 10-6-2021                                                                | Johannesburg                                                             | Sudafrica                                                                | 3 – 2                                                                    | Uganda                                                                   | Amichevole                                                               | 2 Evidence Makgopa Bongokuhle Hlongwane                                  | Cap: R.Williams                                                          |
| 3-9-2021                                                                 | Harare                                                                   | Zimbabwe                                                                 | 0 – 0                                                                    | Sudafrica                                                                | Qual. Mondiali 2022                                                      | -                                                                        | Cap: R.Williams                                                          |
| 6-9-2021                                                                 | Johannesburg                                                             | Sudafrica                                                                | 1 – 0                                                                    | Ghana                                                                    | Qual. Mondiali 2022                                                      | Bongokuhle Hlongwane                                                     | Cap: R.Williams                                                          |
| 9-10-2021                                                                | Bahir Dar                                                                | Etiopia                                                                  | 1 – 3                                                                    | Sudafrica                                                                | Qual. Mondiali 2022                                                      | Teboho Mokoena Mothobi Mvala Evidence Makgopa                            | Cap: R.Williams                                                          |
| 12-10-2021                                                               | Johannesburg                                                             | Sudafrica                                                                | 1 – 0                                                                    | Etiopia                                                                  | Qual. Mondiali 2022                                                      | autorete                                                                 | Cap: R.Williams                                                          |
| 11-11-2021                                                               | Johannesburg                                                             | Sudafrica                                                                | 1 – 0                                                                    | Zimbabwe                                                                 | Qual. Mondiali 2022                                                      | Teboho Mokoena                                                           | Cap: R.Williams                                                          |
| 14-11-2021                                                               | Cape Coast                                                               | Ghana                                                                    | 1 – 0                                                                    | Sudafrica                                                                | Qual. Mondiali 2022                                                      | -                                                                        | Cap: R.Williams                                                          |
| 25-3-2022                                                                | Kortrijk                                                                 | Sudafrica                                                                | 0 – 0                                                                    | Guinea                                                                   | Amichevole                                                               | -                                                                        | Cap: S.Xulu                                                              |
| 29-3-2022                                                                | Villeneuve d'Ascq                                                        | Francia                                                                  | 5 – 0                                                                    | Sudafrica                                                                | Amichevole                                                               | -                                                                        | Cap: R.Williams                                                          |
| 9-6-2022                                                                 | Rabat                                                                    | Marocco                                                                  | 2 – 1                                                                    | Sudafrica                                                                | Qual. Coppa d'Africa 2023                                                | Lyle Foster                                                              | Cap: R.Williams                                                          |
| 24-9-2022                                                                | Johannesburg                                                             | Sudafrica                                                                | 4 – 0                                                                    | Sierra Leone                                                             | Amichevole                                                               | 2 Themba Zwane Mihlali Mayambela Aubrey Modiba                           | Cap: R.Williams                                                          |
| 27-9-2022                                                                | Johannesburg                                                             | Sudafrica                                                                | 1 – 0                                                                    | Botswana                                                                 | Amichevole                                                               | Teboho Mokoena                                                           | Cap: S.Xulu                                                              |
| 17-11-2022                                                               | Nelspruit                                                                | Sudafrica                                                                | 2 – 1                                                                    | Mozambico                                                                | Amichevole                                                               | 2 Bongokuhle Hlongwane                                                   | Cap: R.Williams                                                          |
| 20-11-2022                                                               | Nelspruit                                                                | Sudafrica                                                                | 1 – 1                                                                    | Angola                                                                   | Amichevole                                                               | Zakhele Lepasa (rig.)                                                    | Cap: R.Williams                                                          |
| 24-3-2023                                                                | Johannesburg                                                             | Sudafrica                                                                | 2 – 2                                                                    | Liberia                                                                  | Qual. Coppa d'Africa 2023                                                | 2 Lyle Foster 1 (rig.)                                                   | Cap: R.Williams                                                          |
| 28-3-2023                                                                | Monrovia                                                                 | Liberia                                                                  | 1 – 2                                                                    | Sudafrica                                                                | Qual. Coppa d'Africa 2023                                                | Zakhele Lepasa Mihlali Mayambela                                         | Cap: R.Williams                                                          |
| 17-6-2023                                                                | Johannesburg                                                             | Sudafrica                                                                | 2 – 1                                                                    | Marocco                                                                  | Qual. Coppa d'Africa 2023                                                | autorete Zakhele Lepasa                                                  | Cap: R.Williams                                                          |
| 9-9-2023                                                                 | Soweto                                                                   | Sudafrica                                                                | 0 – 0                                                                    | Namibia                                                                  | Amichevole                                                               | -                                                                        | Cap: S.Xulu                                                              |
| 12-9-2023                                                                | Soweto                                                                   | Sudafrica                                                                | 1 – 0                                                                    | RD del Congo                                                             | Amichevole                                                               | Lyle Foster                                                              | Cap: P.Tau                                                               |
| 13-10-2023                                                               | Soweto                                                                   | Sudafrica                                                                | 0 – 0                                                                    | eSwatini                                                                 | Amichevole                                                               | -                                                                        | Cap: S.Xulu                                                              |
| 17-10-2023                                                               | Abidjan                                                                  | Costa d'Avorio                                                           | 1 – 1                                                                    | Sudafrica                                                                | Amichevole                                                               | Themba Zwane                                                             | Cap: S.Xulu                                                              |
| 18-11-2023                                                               | Durban                                                                   | Sudafrica                                                                | 2 – 1                                                                    | Benin                                                                    | Qual. Mondiali 2026                                                      | Percy Tau Khuliso Mudau                                                  | Cap: R.Williams                                                          |
| 21-11-2023                                                               | Butare                                                                   | Ruanda                                                                   | 2 – 0                                                                    | Sudafrica                                                                | Qual. Mondiali 2026                                                      | -                                                                        | Cap: R.Williams                                                          |
| 10-1-2024                                                                | Pretoria                                                                 | Sudafrica                                                                | 0 – 0                                                                    | Lesotho                                                                  | Amichevole                                                               | -                                                                        |                                                                          |
| 16-1-2024                                                                | Korhogo                                                                  | Mali                                                                     | 2 – 0                                                                    | Sudafrica                                                                | Coppa d'Africa 2023 - 1º turno                                           | -                                                                        | Cap: R.Williams                                                          |
| 21-1-2024                                                                | Korhogo                                                                  | Sudafrica                                                                | 4 – 0                                                                    | Namibia                                                                  | Coppa d'Africa 2023 - 1º turno                                           | Percy Tau (rig.) 2 Themba Zwane Thapelo Maseko                           | Cap: R.Williams                                                          |
| 24-1-2024                                                                | Korhogo                                                                  | Sudafrica                                                                | 0 – 0                                                                    | Tunisia                                                                  | Coppa d'Africa 2023 - 1º turno                                           | -                                                                        | Cap: R.Williams                                                          |
| 30-1-2024                                                                | San Pédro                                                                | Marocco                                                                  | 0 – 2                                                                    | Sudafrica                                                                | Coppa d'Africa 2023 - Ottavi di finale                                   | Evidence Makgopa Teboho Mokoena                                          | Cap: R.Williams                                                          |
| 3-2-2024                                                                 | Yamoussoukro                                                             | Capo Verde                                                               | 0 – 0 dts (1 - 2 dtr)                                                    | Sudafrica                                                                | Coppa d'Africa 2023 - Quarti di finale                                   | -                                                                        | Cap: R.Williams                                                          |
| 7-2-2024                                                                 | Bouaké                                                                   | Nigeria                                                                  | 1 – 1 dts (4 - 2 dtr)                                                    | Sudafrica                                                                | Coppa d'Africa 2023 - Semifinale                                         | Teboho Mokoena                                                           | Cap: R.Williams                                                          |
| 10-2-2024                                                                | Abidjan                                                                  | Sudafrica                                                                | 0 – 0 dts (6 - 5 dtr)                                                    | RD del Congo                                                             | Coppa d'Africa 2023 - Finale 3º-4º posto                                 | -                                                                        | Cap: R.Williams                                                          |
| Totale                                                                   |                                                                          | Presenze                                                                 | 31                                                                       |                                                                          | Reti                                                                     | 35                                                                       |                                                                          |

## Palmarès

### Giocatore

#### Competizioni nazionali
- Campionato belga: 4

Anderlecht: 1971-1972, 1973-1974, 1980-1981
Club Brugge: 1987-1988
- Coppa del Belgio: 5

Anderlecht: 1971-1972, 1972-1973, 1974-1975, 1975-1976
Club Brugge: 1985-1986
- Supercoppa del Belgio: 1

Club Brugge: 1986

#### Competizioni internazionali
- Coppa UEFA: 1

Anderlecht: 1982-1983
- Coppa delle Coppe: 2

Anderlecht: 1975-1976, 1977-1978
- Supercoppa UEFA: 2

Anderlecht: 1976, 1978

### Allenatore

#### Club
- Campionato belga: 3

Club Brugge: 1991-1992, 1995-1996
Anderlecht: 2003-2004
- Coppa del Belgio: 2

Club Brugge: 1994-1995, 1995-1996
- Supercoppa del Belgio: 4

Club Brugge: 1991, 1992, 1994, 1996

#### Nazionale
- Coppa d'Africa: 1

Gabon 2017